# Filippo IV di Nassau-Weilburg
Filippo IV di Nassau-Weilburg, conosciuto anche come Filippo III di Nassau-Saarbrücken (Weilburg, 14 ottobre 1542 – Saarbrücken, 12 marzo 1602), fu Conte di Nassau-Weilburg dal 1559 fino alla sua morte e, dal 1574, Conte di Nassau-Saarbrücken.
Entrambi i possedimenti appartenevano alla linea Walram del Casato di Nassau; a Weilburg egli era il quarto conte di nome Filippo, ma solo il terzo a Saarbrücken, in quanto suo padre Filippo non detenne mai Nassau-Saarbrücken.

## Biografia
Filippo IV era figlio di Filippo III di Nassau-Weilburg e della sua terza moglie, Amalia di Isenburg-Büdingen.
Filippo IV ed il suo fratellastro maggiore, Alberto di Nassau-Weilburg, furono educati nella fede protestante da Kasper Goltwurm nel castello di Neuweilburg. Filippo, in seguito, studiò all'Università di Jena, dove fu anche rettore.
Il 4 ottobre 1559 suo padre morì: Filippo ed Alberto ereditarono la Contea di Nassau-Weilburg. Dal momento che Filippo aveva solo sedici anni, Giovanni III di Nassau-Saarbrücken, membro più anziano della linea Walram del casato, funse da tutore e reggente. Inizialmente Alberto e Filippo governarono congiuntamente, ma il grosso debito statale ereditato dal padre limitò le loro possibilità d'azione; con il tempo riuscirono comunque a migliorare le finanze della contea.
Il 15 maggio 1561 i due fratelli spartirono l'eredità paterna per la prima volta. Alberto ricevette il castello e il distretto di Weilburg, mentre Filippo quelli di Neuweilnau. La gran parte dei territori e del debito paterno, comunque, rimase proprietà comune. Filippo si trasferì quindi nel castello di Neuweilnau, che era stato la residenza del padre. Tra il 1564 e il 1566 egli ampliò significativamente il castello.
Filippo faceva parte dell'associazione di Wetterau dei conti imperiali, nella quale Alberto ebbe un ruolo di guida. Nel 1567 e 1568 Filippo incontrò più volte Guglielmo il Taciturno. Egli partecipò alla preparazione della guerra d'indipendenza olandese contro Fernando Álvarez de Toledo, 3º duca di Alba; l'attacco nei Paesi Bassi del 1568 finì con un fallimento.
Nel 1570 Giovanni III di Nassau-Saarbrücken scrisse il proprio testamento, nominando Alberto e Filippo come suoi eredi. Giovanni infatti non aveva eredi maschi e desiderava mantenere le contee di Saarbrücken, Saarland e Ottweiler nelle mani della linea Walram del casato di Nassau, in accordo al patto di famiglia del 1491. Nel 1571 Filippo assunse quindi la reggenza sulle tenute di Giovanni III e spostò nuovamente la propria residenza, trasferendosi da Neuweilnau a Saarbrücken; lo stesso anno Alberto e Filippo IV si divisero la parte della contea di Weilburg che avevano governato insieme precedentemente. Contemporaneamente essi conclusero alcuni trattati con il Langraviato d'Assia che avevano ad oggetto la definitiva separazione di territori posseduti dall'Assia e dal Nassau.
Un anno più tardi, nel 1572, Filippo riuscì ad ottenere la secolarizzazione dell'abbazia di Santa Maria a Rosenthal, con la quale la famiglia di Nassau aveva uno stretto rapporto, dal momento che il loro antenato Adolfo di Nassau, unico membro del casato a venire eletto Re di Germania, fu temporaneamente sepolto nell'abbazia.
Nel 1572 Filippo fece demolire il castello di Wanborn, una struttura del XII secolo nei pressi di Saarbrücken, ed edificò sul luogo un casino di caccia in stile rinascimentale dotato di quattro ali, chiamato Philippsborn.
Giovanni III morì nel 1574 e le contee cattoliche di Saarbrücken, Saarland ed Ottweiler finirono definitivamente nelle mani di Alberto e Filippo IV, che si divisero l'eredità. Filippo ottenne Saarbrüchen, Saarwerden e la Signoria di Stauf; Alberto invece ricevette Ottweiler, il distretto di Homburg e Kircheim e le Signorie di Lahr e Mahlberg nella Foresta Nera.
La loro eredità su Saarbrücken fu comunque contestata in più occasioni. Il duca Carlo III di Lorena richiese che la Contea di Saarwerden gli venisse restituita come feudo ormai estinto; Alberto, in quanto membro anziano della linea Walram riuscì a far prevalere la legge di Nassau di fronte al Tribunale della Camera imperiale. La disputa proseguì per anni e in più occasioni minacciò di concretizzarsi sul piano militare. Fu questo il motivo principale che portò Filippo a spostare la sua residenza a Saarbrücken, dove la sua residenza estiva appena costruita formò le basi dell'attuale castello di Saarbrücken.
L'elettore palatino Federico III avanzò anch'egli delle pretese sull'eredità; anche in questo caso il casato di Nassau riuscì a prevalere sulle questioni più importanti e vennero siglati una serie di accordi nei quali furono definiti chiaramente i confini precisi tra i territori di Nassau e quelli del Palatinato.
Il 1º gennaio 1575 Filippo IV introdusse la riforma protestante nei suoi domini, seguendo l'esempio dell'Assia; il cappellano di corte di Saarbrücken, Gebhart Beilstein di Wetzlar, fu incaricato di applicare il decreto di conversione. I preti cattolici furono obbligati a convertirsi o vennero rimossi dall'incarico, le proprietà della Chiesa furono confiscate, vennero fondate scuole e patronati; la celebrazione di alcune feste di origine pagana, come ad esempio la vigilia di San Giovanni Battista e le danze della domenica vennero proibite per legge. Filippo emanò un codice religioso molto ampio e l'introduzione della riforma intensificò le sue dispute con il Ducato di Lorena, ancora cattolico.
Filippo IV morì il 12 marzo 1602 a Saarbrücken e venne sepolto nella tradizionale cripta della famiglia di Nassau-Saarbrücken all'interno della chiesa collegiata di Sant'Arnual (ora una chiesa evangelica di Saarbrücken). Dal momento che Filippo non aveva figli maschi, i suoi titoli e proprietà vennero ereditati dal nipote Luigi II di Nassau-Weilburg, che riunì così sotto il suo dominio tutti i possedimenti della linea Walram di Nassau.

## Matrimoni e discendenza
Filippo si sposò in prime nozze con Erica di Manderscheid-Blankenheim il 9 aprile 1563. Ebbero una figlia, Anna Amalia, che sposò Giorgio di Nassau-Dillenburg.
Morta la prima moglie nel 1581, Filippo si risposò il 3 ottobre 1583 con Elisabetta di Nassau-Dillenburg, figlia di Giovanni VI il Vecchio. Rimasta vedova, Elisabetta si risposò con Ernesto Wolfango di Isenburg-Büdingen.